# Shijia, Shizhu
Shijia (kinesiska: 石家) är en socken i sydvästra Kina. Den ligger i Shizhu härad i storstadsområdet Chongqing, omkring 190 kilometer nordost om det centrala stadsdistriktet Yuzhong. Antalet invånare är 6 312. Befolkningen består av 3 119 kvinnor och 3 193 män. Barn under 15 år utgör 23,0 %, vuxna 15-64 år 62 %, och äldre över 65 år 13,0 %.